# 伊号第四十三潜水艦
| 画像をアップロード |                                                                              |
| 艦歴               |                                                                              |
| 計画               | 昭和17年度計画（マル急計画）                                                 |
| 起工               | 1942年4月27日                                                                |
| 進水               | 1942年10月25日                                                               |
| 就役               | 1943年11月5日                                                                |
| その後             | 1944年2月15日戦没                                                            |
| 除籍               | 1944年4月30日                                                                |
| 性能諸元           |                                                                              |
| 排水量             | 基準：2,230トン 常備：2,624トン 水中：3,700トン                              |
| 全長               | 108.7m                                                                       |
| 全幅               | 9.30m                                                                        |
| 吃水               | 5.20m                                                                        |
| 機関               | 艦本式1号甲10型ディーゼル2基2軸 水上：11,000馬力 水中：2,000馬力             |
| 速力               | 水上：23.5kt 水中：8.0kt                                                     |
| 航続距離           | 水上：16ktで14,000海里 水中：3ktで96海里                                     |
| 燃料               | 重油                                                                         |
| 乗員               | 94名                                                                         |
| 兵装               | 40口径14cm単装砲1門 25mm機銃連装1基2挺 53cm魚雷発射管 艦首6門 九五式魚雷17本 |
| 航空機             | 零式小型水上偵察機1機 （呉式1号4型射出機1基）                                |
| 備考               | 安全潜航深度：100m                                                           |

伊号第四十三潜水艦（いごうだいよんじゅうさんせんすいかん、旧字体：伊號第四十三潜水艦）は、日本海軍の潜水艦。伊四十型潜水艦（巡潜乙型改一）の4番艦である。ただし、艦艇類別等級別表においては伊十五型潜水艦の24番艦。1944年（昭和19年）輸送作戦の途中戦没。

## 艦歴
- 1941年 - マル急計画第373号艦。
- 1942年4月27日 - 佐世保海軍工廠で起工。
  - 10月25日 - 進水。
- 1943年11月5日 - 竣工。横須賀鎮守府籍。
- 1944年2月9日 - 輸送作戦のため呉出港。
  - 2月11日 - 第15潜水隊に編入。
  - 2月13日 - サイパン入港、佐鎮第101特別陸戦隊59名を乗せる。
  - 2月14日 - サイパン出港、トラックへ向かう[3]。
  - 2月15日 - トラック諸島北方（10°23'N, 150°23'E）で米潜「アスプロ」の雷撃を受け沈没。乗員107名、陸戦隊員59名全員戦死。
  - 4月5日 - トラック方面で喪失と認定[3]。
  - 4月30日 - 除籍[4]。

## 歴代艦長
※『艦長たちの軍艦史』414-411頁による。

### 艤装員長
1. 遠藤忍 中佐：1943年8月15日 -

### 艦長
1. 遠藤忍 中佐：1943年11月5日 - 1944年2月15日戦死